# 旅客捷運系統

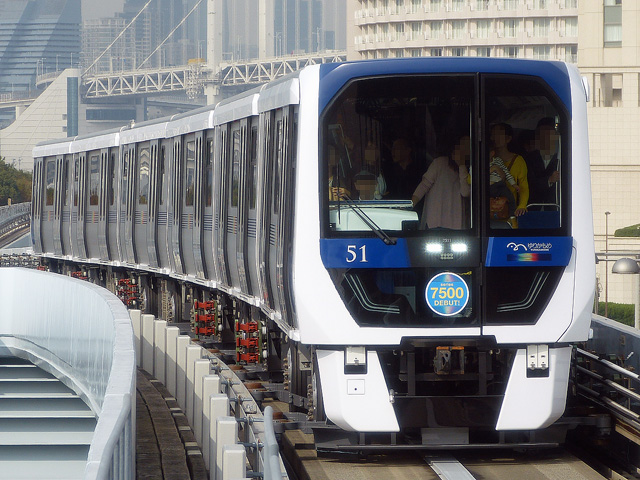
東京御台場的「百合鷗號」，每日有超过十萬人次的旅客搭乘

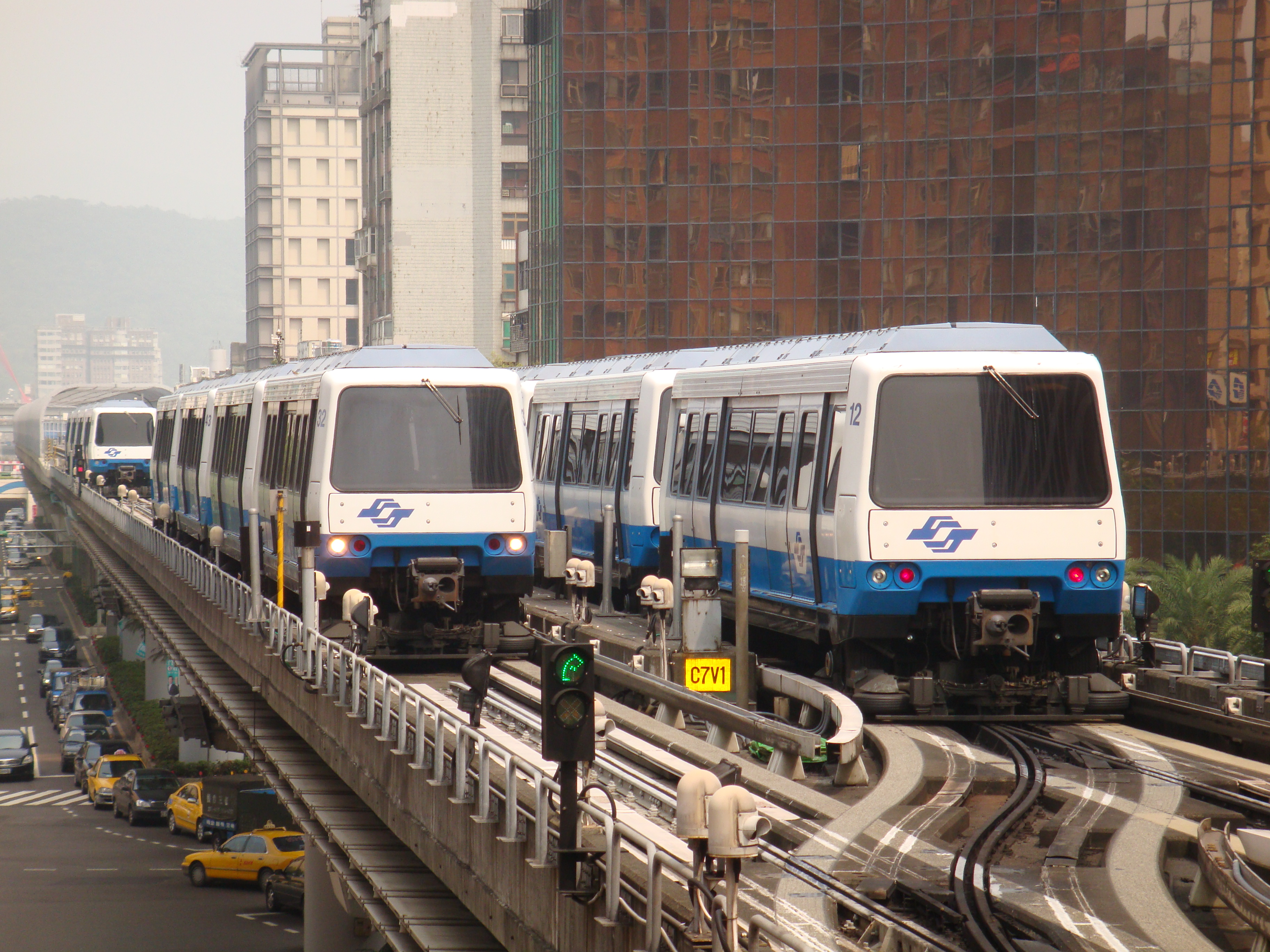
VAL256行駛於台北捷運文湖線

旅客捷運系統是一種無人自動駕駛的大眾運輸系統。這個鐵路名詞通常只形容在範圍狹小的地區所運行的低載量鐵路運輸，例如是機場、城市商業區或主題公園的鐵路運輸，但有時此名詞亦能應用於自動運行但複雜的鐵路運輸。這個名詞有時亦代表自動人行道。
旅客捷運系統並不是一種獨立及特殊的鐵路運輸技術，它通常都會應用到多種的鐵路運輸技術，例如單軌鐵路、輕軌運輸或磁懸浮列車等。驅動系統方面可以採用傳統的電動機、線型電動機或由纜索牵引。
有些複雜的旅客捷運系統採用多輛小型列車運行於多個下線站台上，為乘客提供全時間運作的服務。這種像計程車般的系統一般被稱為個人捷運系統。其他複雜的旅客捷運系統則有著大型公共運輸系統的特徵，這類旅客捷運系統在定義上與自動化的大型運輸系統並無明確分野。

## 歷史
首個的旅客捷運系統是永不停止鐵路（Never Stop Railway），由大英帝國展覽會（British Empire Exhibition）在1924年於倫敦溫布利中建造。這條鐵路由88個無人駕駛的車廂不斷環繞展覽會行駛。車廂行駛於窄軌上，由兩條軌中間一條轉動的螺絲推動；只要在不同的地點改變螺絲的齒距就能使車廂加速或者減至步行速度，使車站的行人可以自由上車下車。該鐵路在展覽會中行駛了兩年後被拆卸。
「People mover」這個非專有名詞首先是由華特·迪士尼所使用的，當他和華特迪士尼幻想工程師於1967年工作於迪士尼樂園的一個新主題區明日世界時，他們用了這個名詞作為主題區中的一個新樂園設施PeopleMover開發過程中的暫定名稱。根據其中一個幻想工程師鮑伯·格爾說道：「這個名字給卡住了。」（"the name got stuck"），而現在這個暫時性的名稱已經不再用了。
全球首個擁有旅客捷運系統的機場是美國坦帕國際機場。直至現在旅客捷運系統是很多大型國際機場中十分重要的內部運輸工具。
無人駕駛捷運在歐洲和部分亞洲國家中已經十分普遍。從經濟考量上，自動化鐵路趨向把系統的設施縮少到能夠依附到大型運輸系統當中，從而令相對較小型的安裝設施合乎經濟效益。結果令以前被認為規模太小而不足以興建鐵路的城市，如雷恩、洛桑和佈雷西亞（人口20~30萬）等現在也可以架設鐵路系統。
2006年9月30日，日本愛知縣小牧市的桃花台線是日本全國首個停止運作的旅客捷運系統。

## 例子

### 市區運輸
香港
- 港鐵迪士尼綫
- 港鐵南港島綫

澳門
- 澳門輕軌

中國大陸

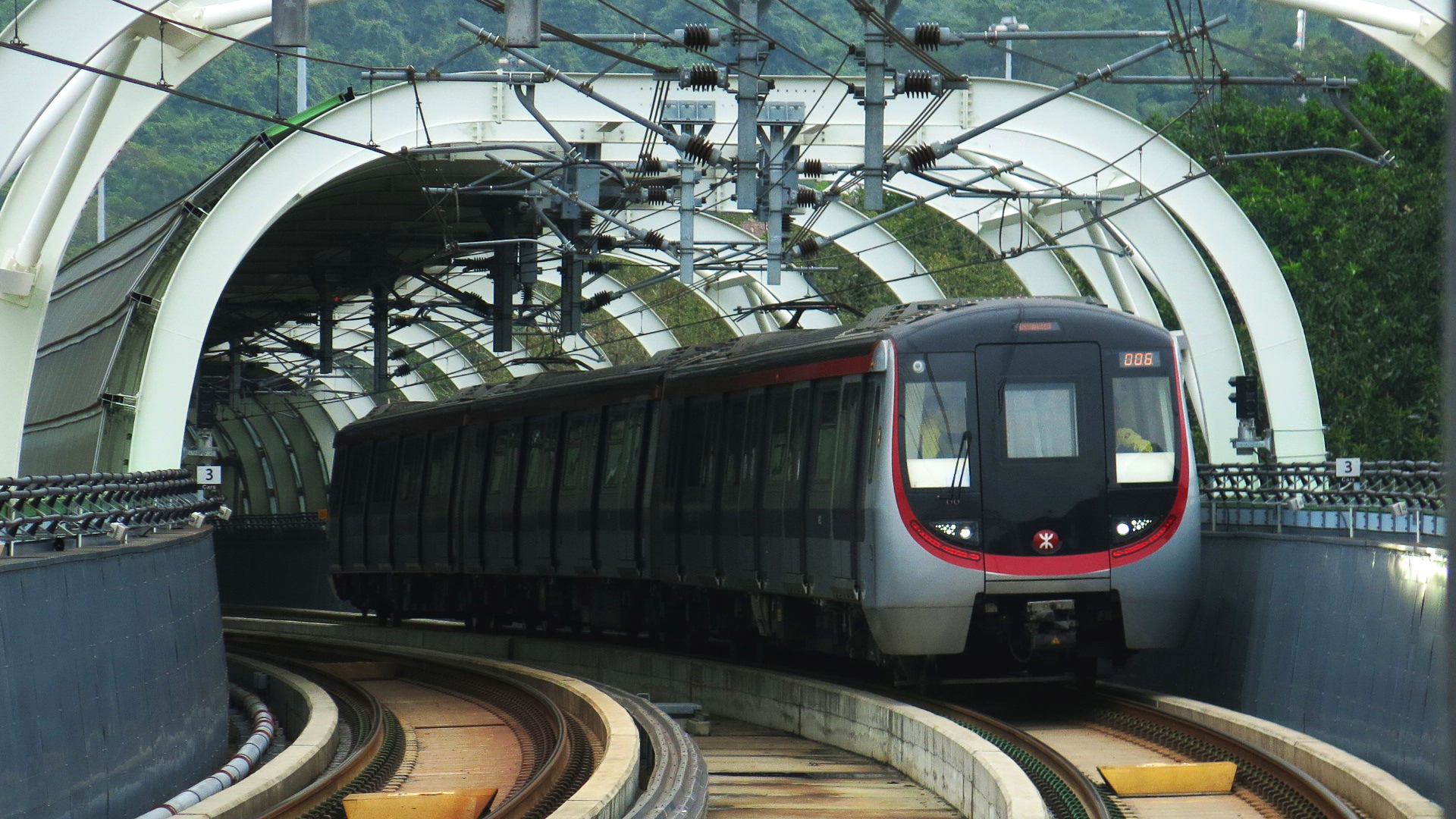
港鐵南港島線

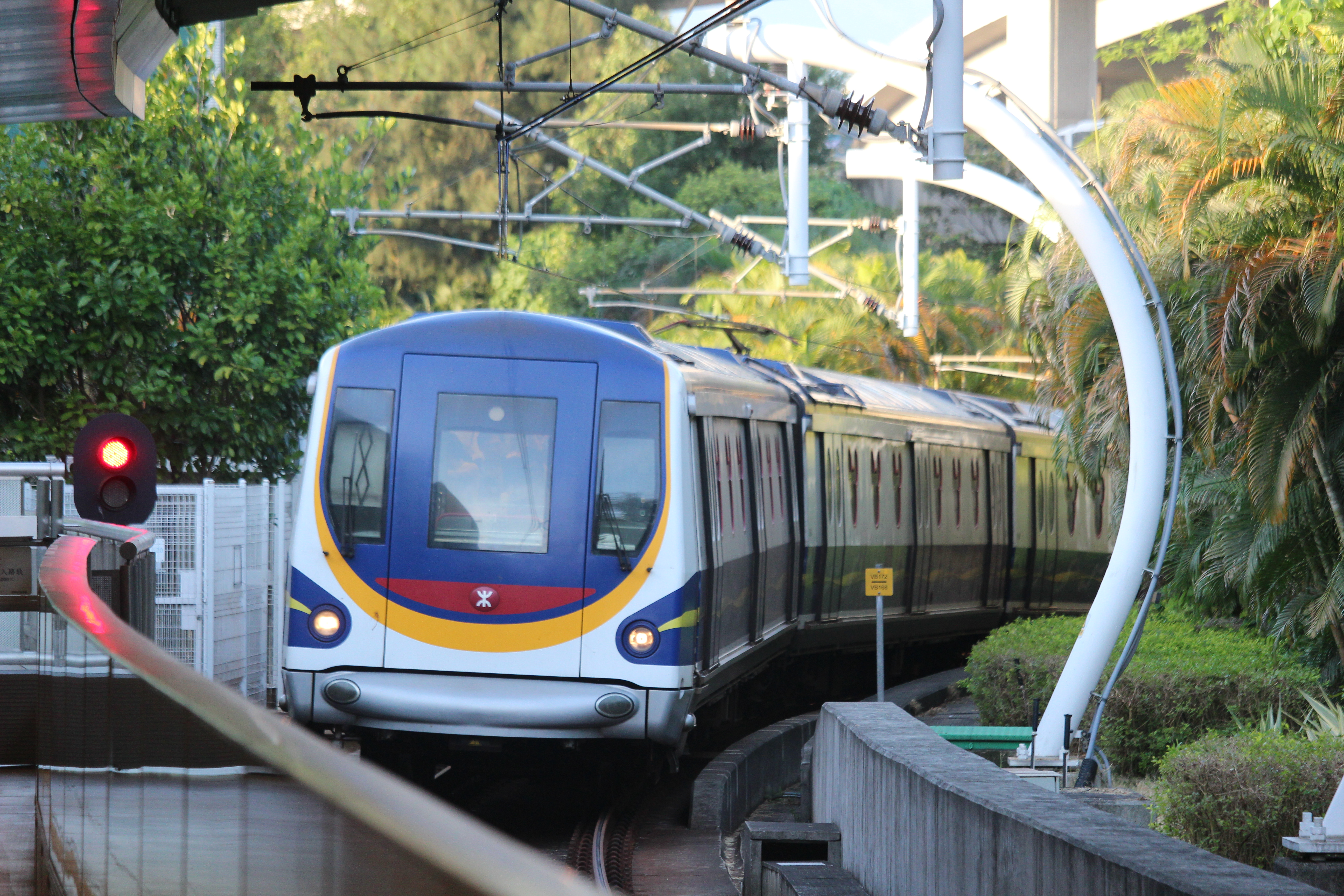
港鐵迪士尼線

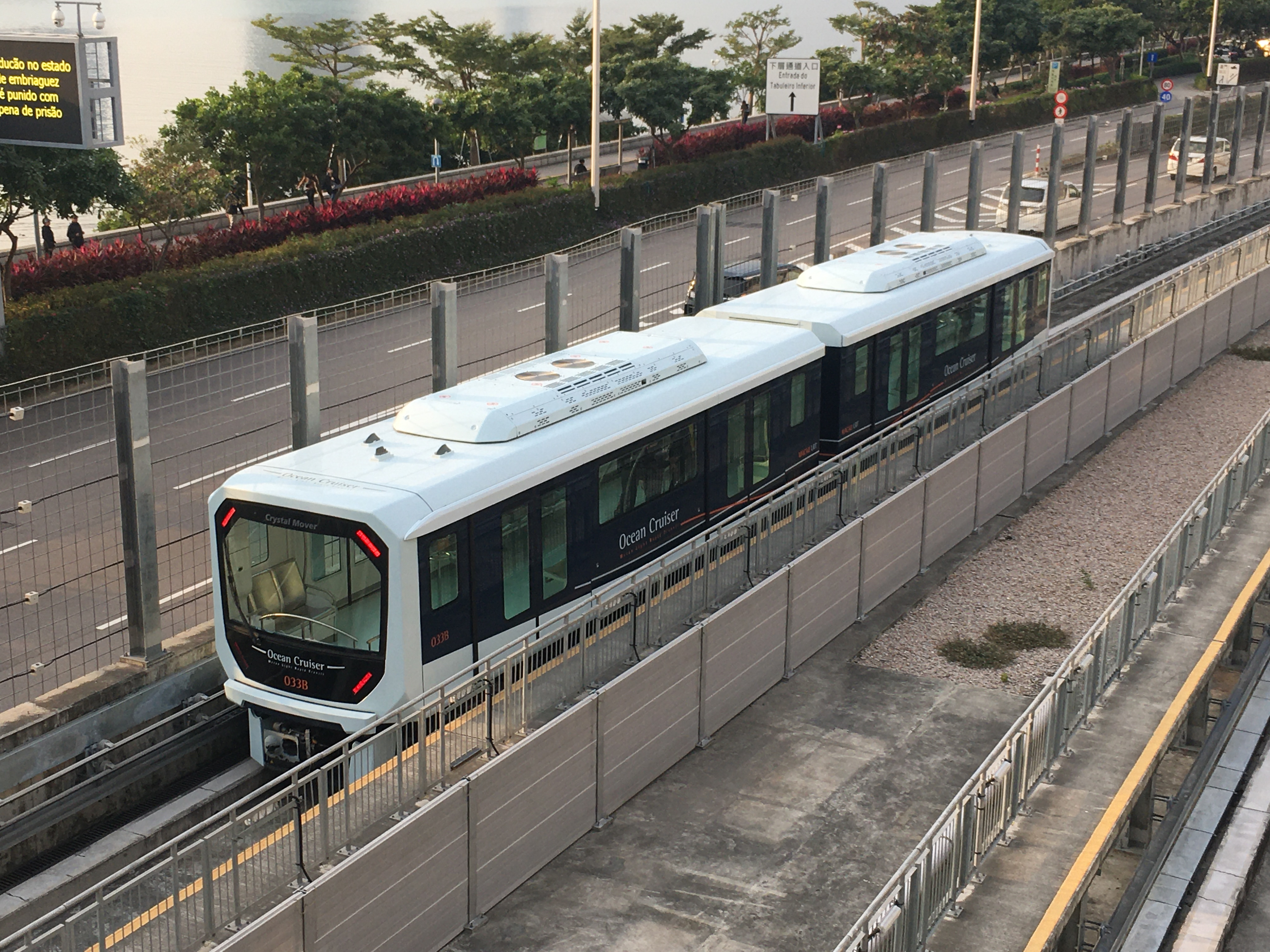
澳門輕軌

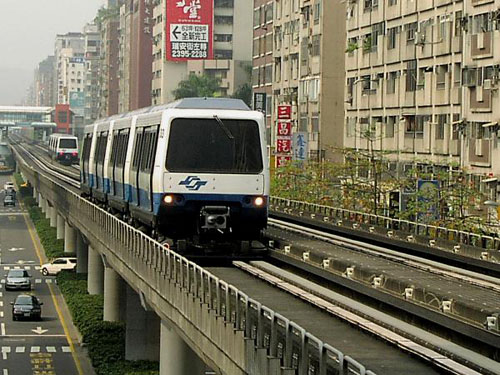
台北捷運文湖線

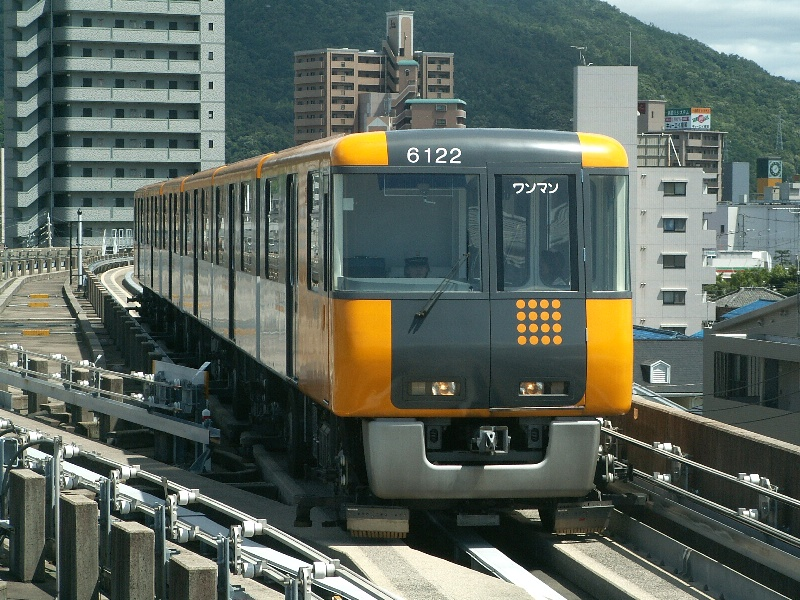
日本廣島市Astram-Line（廣島新交通1號線）

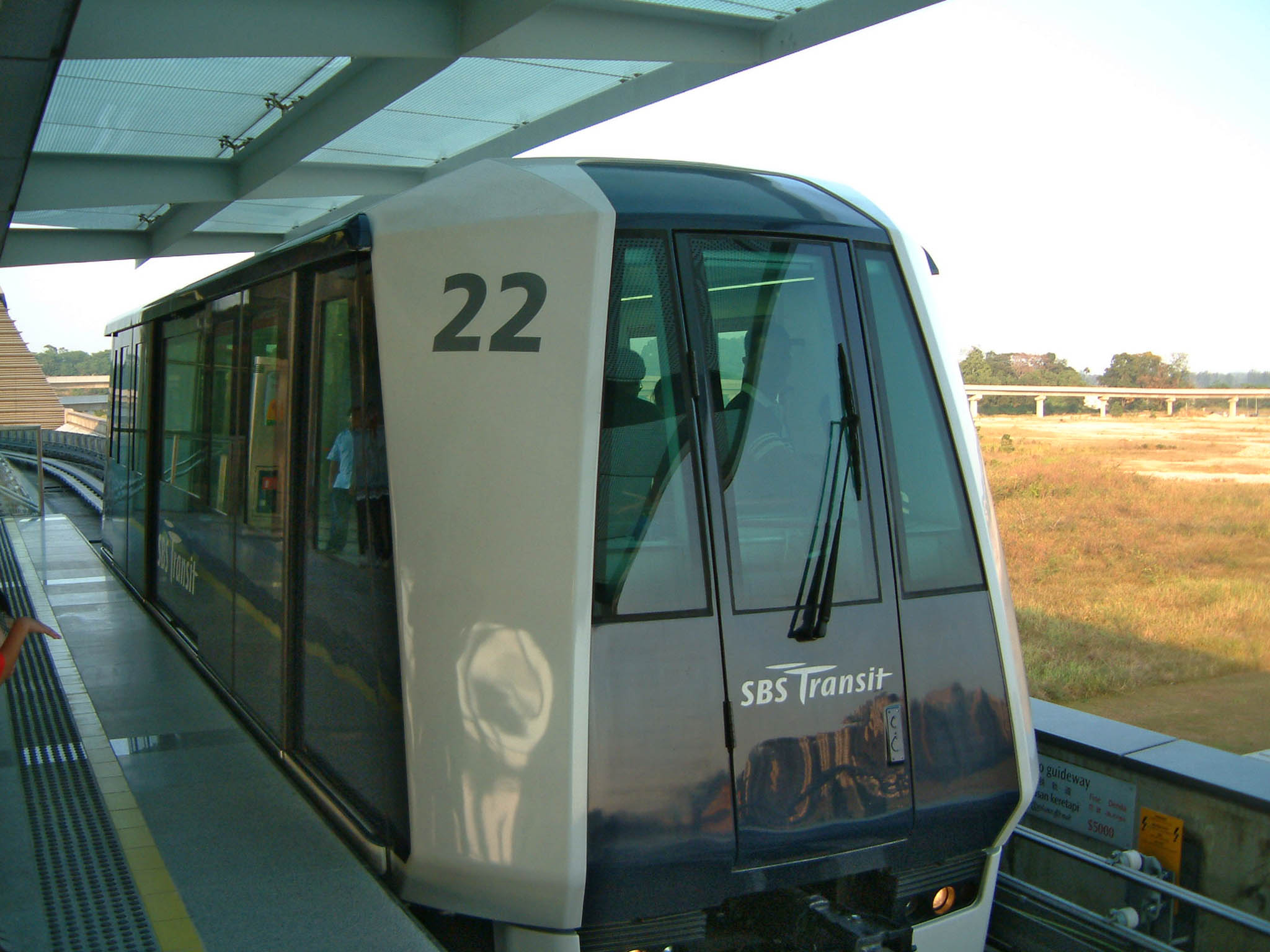
新加坡輕軌列車系統亦可視為一種的旅客捷運系統。（三菱重工 Crystal Mover）

- 廣州市：珠江新城旅客自動輸送系統（廣州地鐵APM線）
- 上海市：上海轨道交通浦江线

台灣
- 台北捷運文湖線[3]
- 台北捷運環狀線[4]
- 台中捷運烏日文心北屯線[5]

日本
- 廣島市：廣島新交通1號線（アストラムライン）
- 神戶市：神戶新交通港灣人工島線（ポートライナー）、六甲島線（六甲ライナー）
- 名古屋市與愛知縣豐田市間：愛知高速交通東部丘陵線（リニモ）
- 名古屋市：名古屋導軌巴士（ゆとりーとライン）
- 大阪市：大阪市交通局南港港城線（ニュートラム南港ポートタウン線）
- 千葉縣佐倉市：山萬尤加利丘線（ユーカリが丘線）
- 千葉縣浦安市：迪士尼渡假區線（ディズニーリゾートライン線）
- 東京：百合鷗號（ゆりかもめ）、日暮里、舍人線（日暮里・舎人ライナー）
- 橫濱市：金澤海岸線（金沢シーサイドライン）

新加坡
- 武吉班讓輕軌
- 盛港輕軌
- 榜鵝輕軌

馬來西亞
- 8吉隆坡单轨
- 14布城单轨（搁置中）

菲律賓
- 馬尼拉輕軌
- 馬尼拉捷運

法國
- 拉昂：Poma 2000

德國
- 多特蒙德：H-Bahn

葡萄牙
- 奧埃拉什：Sistema Automático de Transporte Urbano

英國
- 倫敦：碼頭區輕便鐵路

美國
- 密西根州底特律：底特律旅客捷運系統
- 印地安納州印第安納波利斯：印地安納大學醫學中心旅客捷運系統
- 佛羅里達州傑克遜維爾：Jacksonville Skyway
- 佛羅里達州邁阿密：Miami-Dade Transit Metromover
- 德克薩斯州拉斯科琳娜至達拉斯：Las Colinas APT System

加拿大
- 安大略省多倫多：士嘉堡輕鐵（半自動）
- 卑詩省溫哥華：溫哥華架空列車

澳洲
- 新南威爾士州悉尼：悉尼地鐵

阿聯
- 迪拜酋长国迪拜：迪拜地铁

丹麥
- 哥本哈根：哥本哈根地铁

### 機場運輸

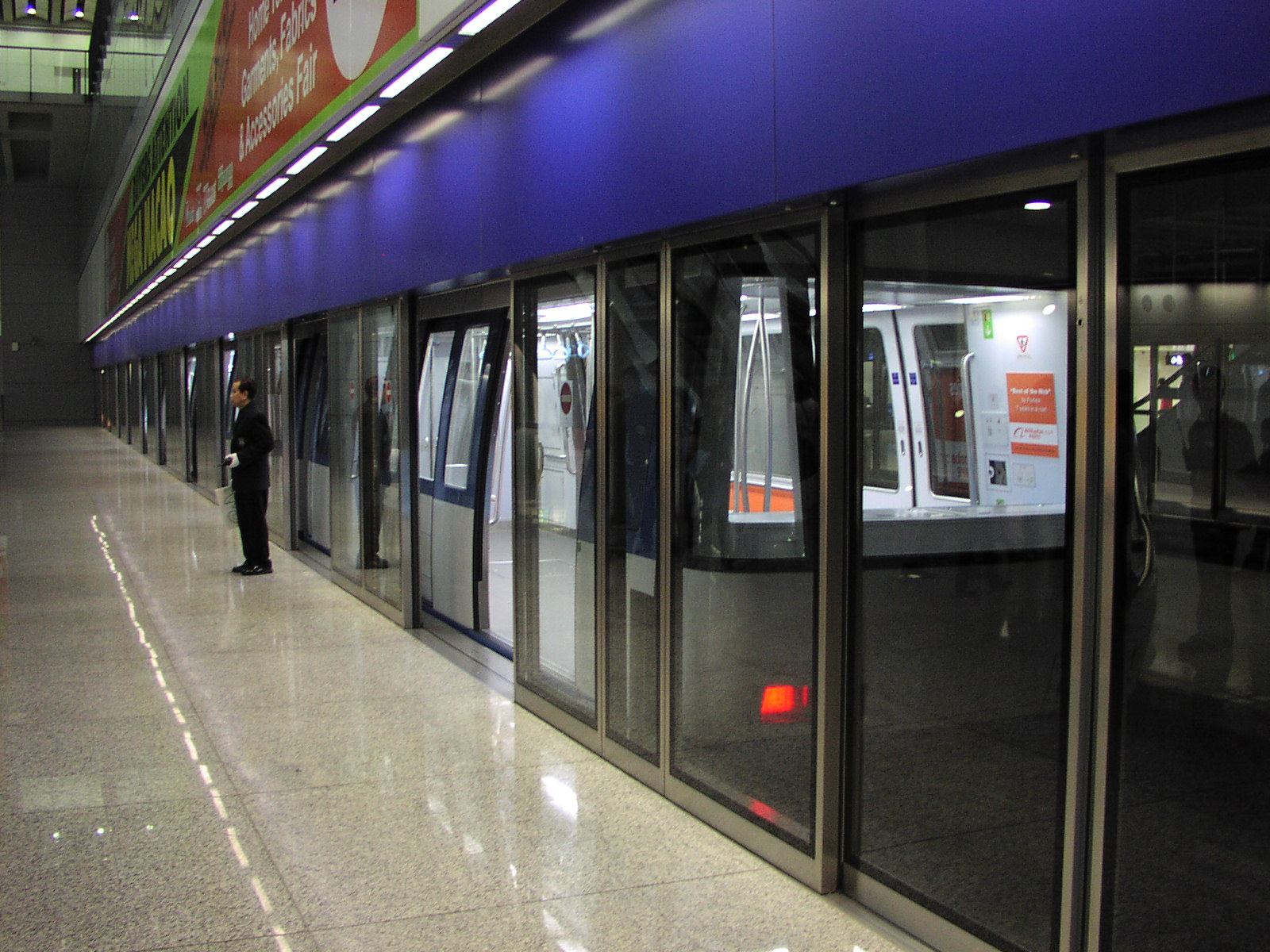
香港國際機場旅客捷運系統

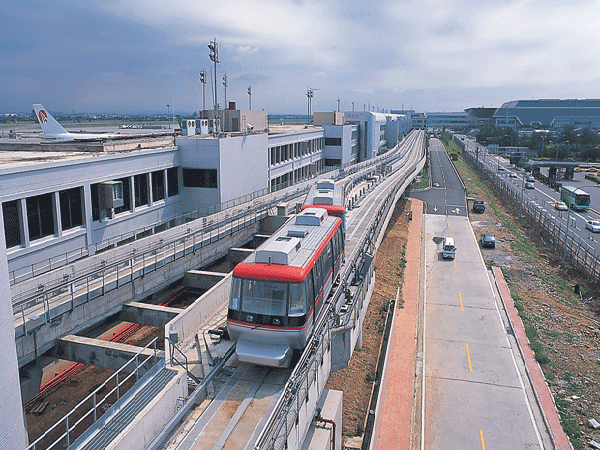
臺灣桃園國際機場第一、二航廈間的電車系統（SKY TRAIN）

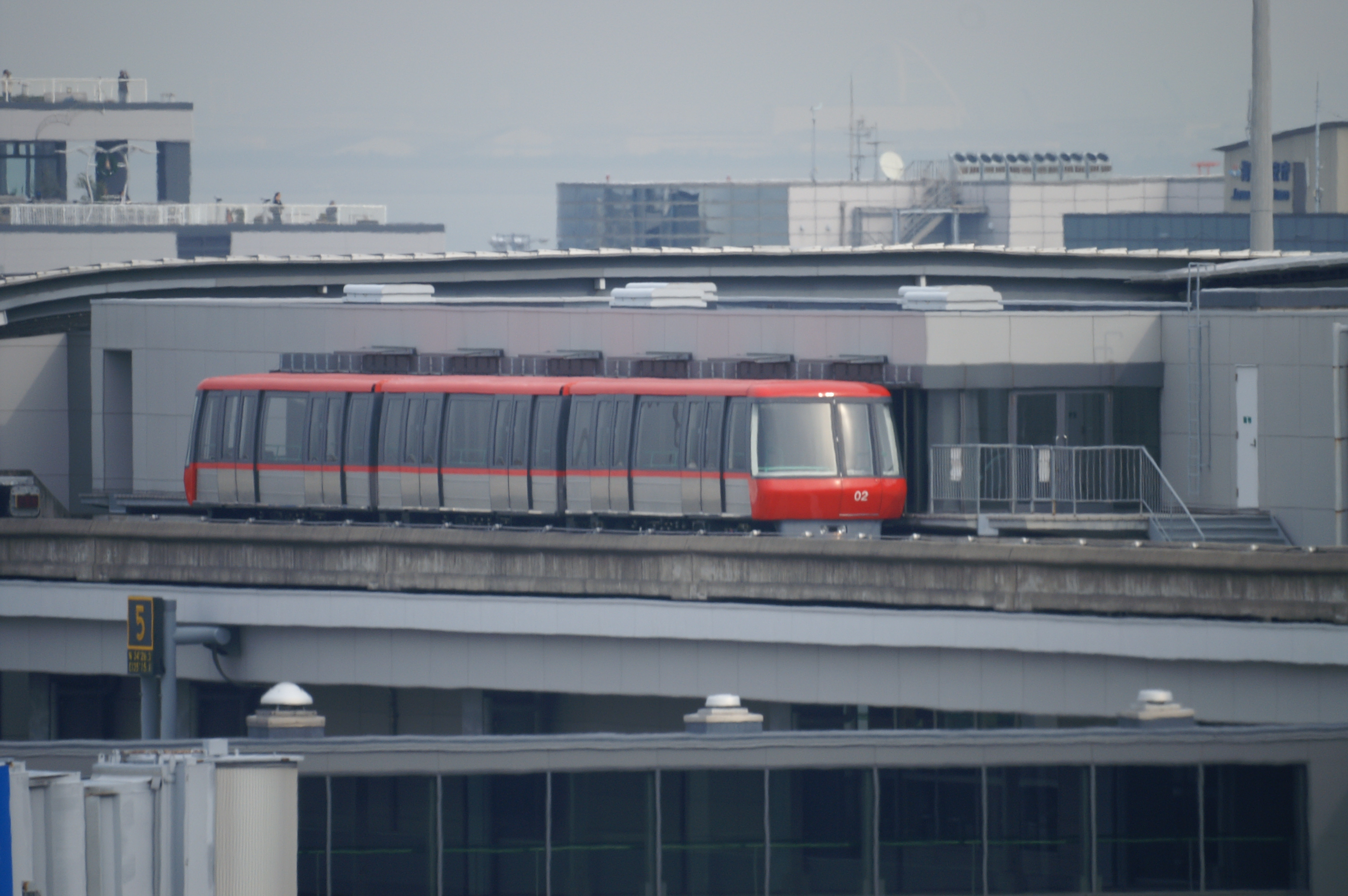
日本關西國際機場的Wing Shuttle

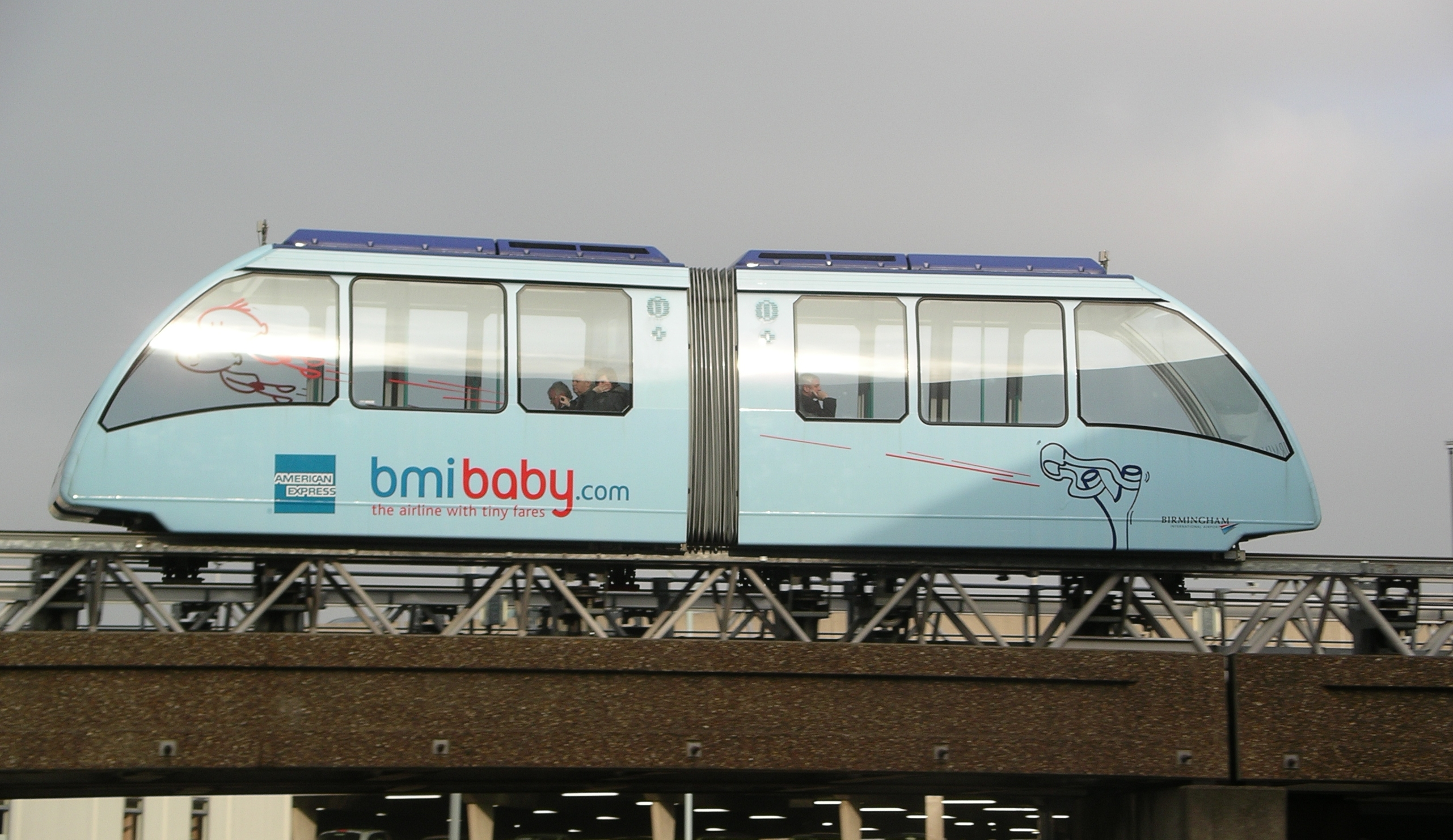
英國伯明罕國際機場的Air-Rail Link

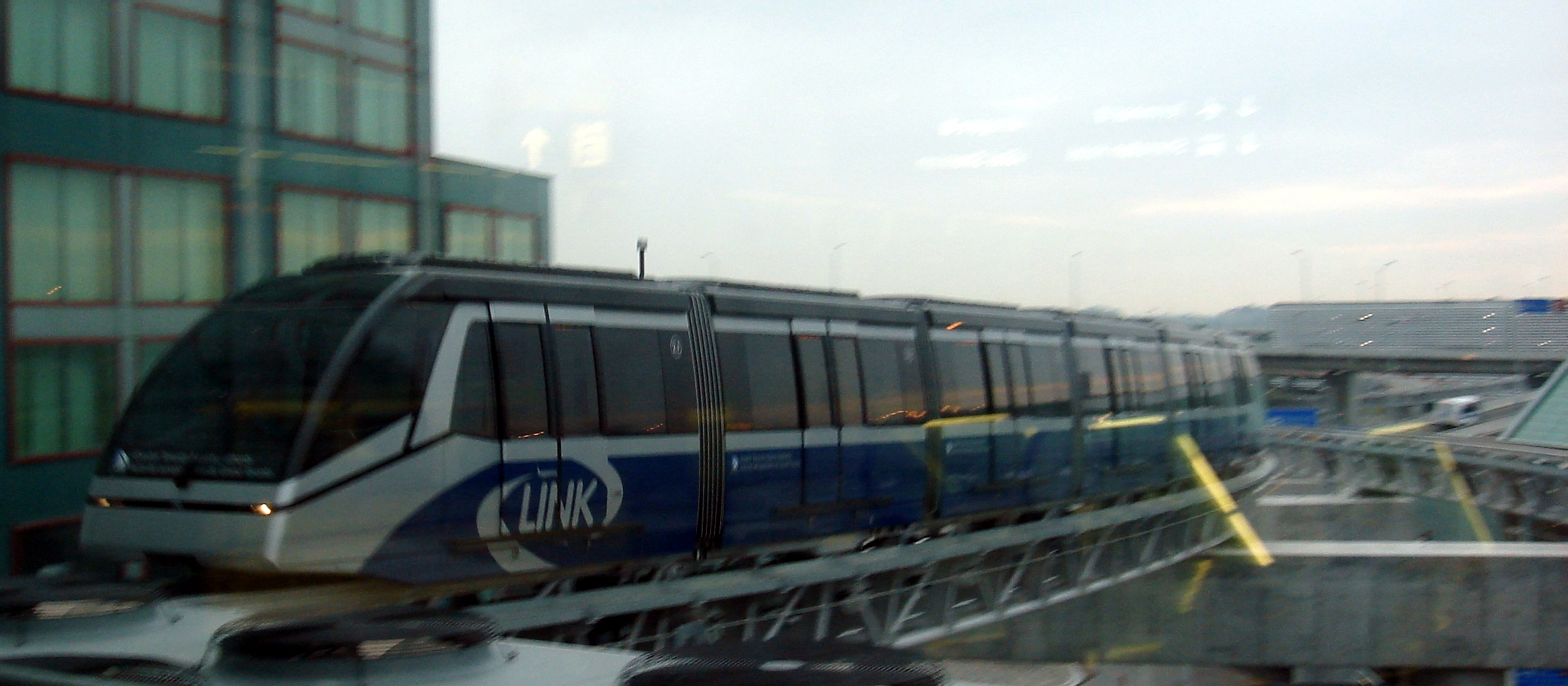
多倫多皮爾遜國際機場的LINK Interterminal Shuttle

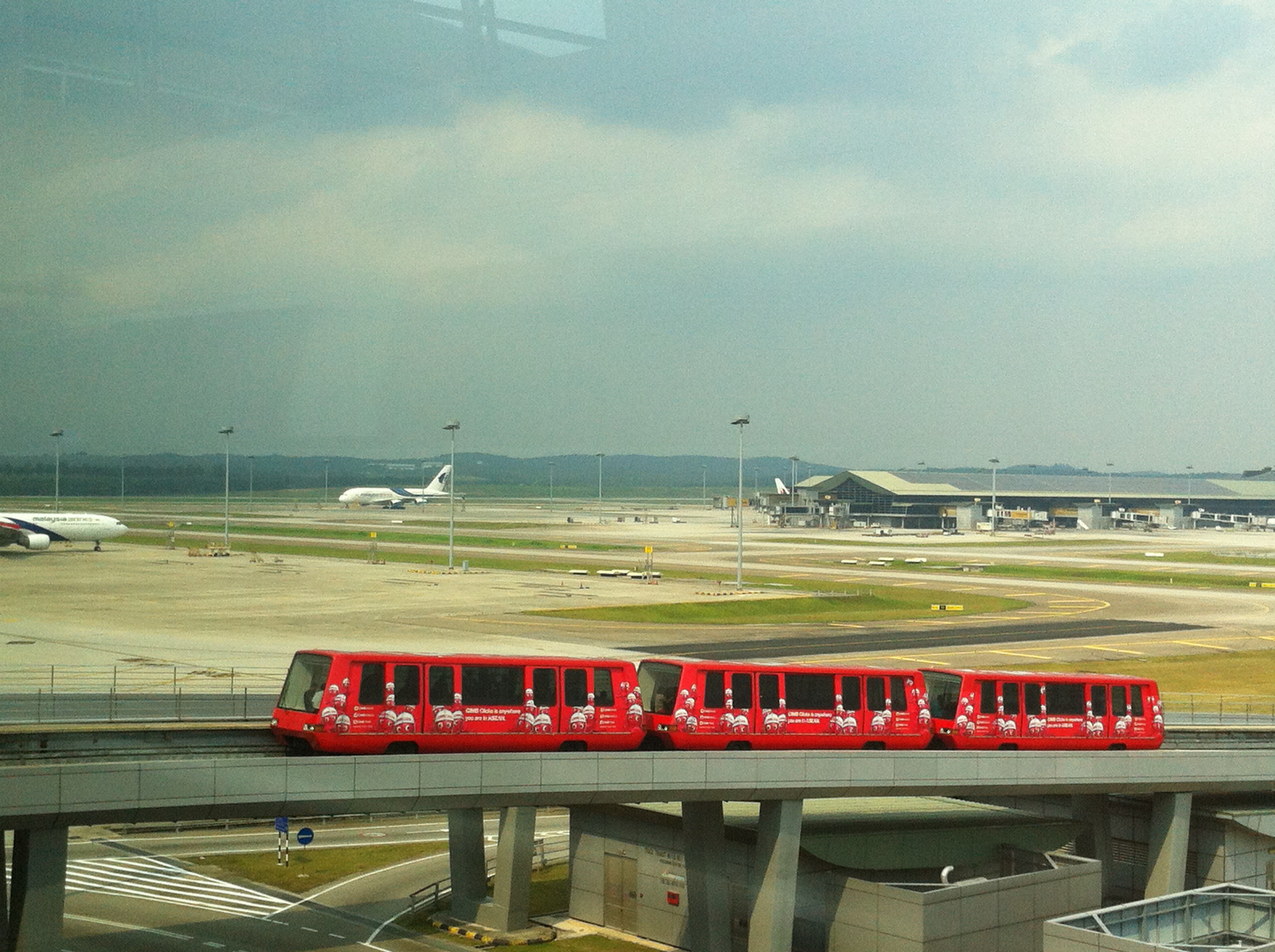
吉隆坡國際機場的Aerotrain

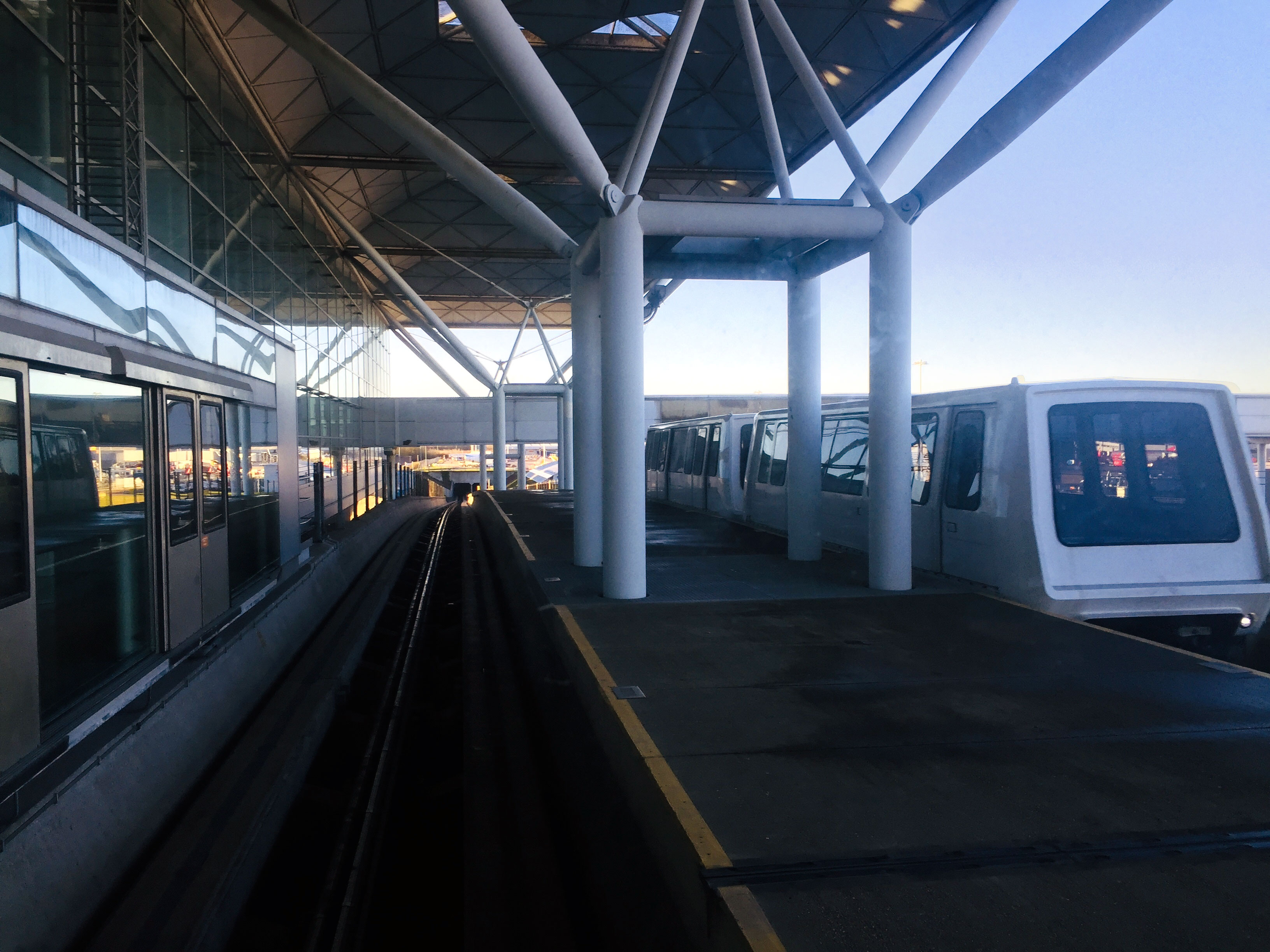
倫敦斯坦斯特德機場的地下運輸系統

很多機場都會設有旅客捷運系統，有些機場的旅客捷運系統亦會與其他的市區鐵路接駁。
中國大陸
- 北京首都国际机场3号航站楼：北京首都国际机场捷运
- 上海浦东国际机场：浦东机场捷运
- 深圳宝安国际机场：深圳机场旅客捷运系统
- 成都天府国际机场
- 昆明长水国际机场：昆明长水国际机场有轨电车 [6]
- 重庆江北国际机场

香港
- 香港國際機場：香港國際機場旅客捷運系統

台灣
- 臺灣桃園國際機場：桃園國際機場旅客自動電車輸送系統

日本
- 關西國際機場：Wing Shuttle

新加坡
- 新加坡樟宜機場：樟宜機場高架旅客運送車

馬來西亞
- 吉隆坡國際機場：Aerotrain

英國
- 伯明罕國際機場：Air-Rail Link
- 倫敦斯坦斯特德機場（London Stansted Airport）

法國
- 巴黎夏爾·戴高樂國際機場：戴高乐机场内线
- 巴黎奧利機場（Paris Orly Airport）：奥利机场内线

德國
- 杜塞爾多夫國際機場（Düsseldorf International Airport）
- 法蘭克福國際機場

瑞士
- 蘇黎世國際機場

西班牙
- 马德里巴拉哈斯机场

美國
- 亞特蘭大哈茲菲爾德-傑克遜國際機場
- 辛辛那堤/北肯塔基國際機場
- 芝加哥奧黑爾國際機場
- 達拉斯-沃斯堡國際機場：Skylink
- 丹佛國際機場
- 底特律都會韋恩縣機場
- 堪薩斯城國際機場
- 休斯頓喬治·布什洲際機場
- 拉斯維加斯馬卡倫國際機場（McCarran International Airport）
- 邁阿密國際機場
- 明尼阿波利斯－聖保羅國際機場
- 紐華克自由國際機場：AirTrain Newark
- 甘迺迪國際機場：AirTrain JFK
- 奧蘭多國際機場
- 匹茲堡國際機場
- 舊金山國際機場：旧金山国际机场旅客捷运系统
- 西雅圖-塔科馬國際機場
- 坦帕國際機場
- 華盛頓杜勒斯國際機場

加拿大
- 多倫多皮爾遜國際機場：LINK Interterminal Shuttle

墨西哥
- 墨西哥城國際機場

埃及
- 開羅國際機場旅客運送車

### 其他
香港
- 海洋公園海洋列車

日本
- 日本西武鐵道山口線為連接西武公園和西武球場的旅客捷運系統。

美國
- 迪士尼樂園早期的樂園設施PeopleMover，於1967年至1995年期間運作。
- 華特迪士尼世界度假區的樂園設施明日世界交通局（Tomorrowland Transit Authority），前稱WEDway PeopleMover。
- 美國西維吉尼亞大學（西維吉尼亞摩根敦）的群組捷運系統，類似個人快速公交系統。
- 美國阿拉巴馬州亨茨维尔 (亚拉巴马州)[7]亨茨維爾醫院內的旅客捷運系統。

荷蘭
- 阿姆斯特丹史基浦機場（Schipoll Airport）中的Parkshuttle用於連接停車場和機場航空站。

## 外部連結
- Detroit's people mover （英文）
- Jon Bell's (Mostly) Rail Transit Pages （英文）
- APM （英文）
- 香港國際機場旅客捷運系統 （繁體中文）
- 香港國際機場旅客捷运系统[永久] （简体中文）